# Болгаро-мальтийские отношения
Болгаро-мальтийские отношения — двусторонние дипломатические отношения между Болгарией и Мальтой. Отношения были установлены 10 сентября 1971 года.

## История отношений
Дипломатические отношения между странами были установлены 10 сентября 1971 года.
13-15 сентября 2016 года президент Мальты Мари-Луиз Колейро Прека совершила визит в Пловдив. Также она совершала визит в Софию 4-6 февраля 2018 года.
Президент Болгарии Росен Плевнелиев 17-18 ноября 2016 года прибыл на Валлетту с официальным визитом.

## Торговля

### Экспорт Болгарии на Мальту
В 2021 году Болгария экспортировала на Мальту 33,3 миллиона долларов. Основные продукты экспорта на Мальту: упакованные лекарства (10,9 млн долларов), очищенная нефть (1,97 млн долларов) и прогулочные лодки (1,87 млн долларов). За последние 26 лет экспорт Болгарии на Мальту увеличился в годовом исчислении на 15,1%, с 850 тысяч долларов в 1995 году до 33,3 миллиона долларов в 2021 году.

### Экспорт Мальты в Болгарию
В 2021 году Мальта экспортировала в Болгарию 17,2 миллиона долларов. Основные продукты экспорта в Болгарию: упакованные лекарства (8,83 миллиона долларов), не упакованные лекарства (3,5 миллиона долларов) и детали офисной техники (930 тысяч долларов). За последние 26 лет экспорт Мальты в Болгарию увеличился в годовом исчислении на 13,1%, с 705 тысяч долларов в 1995 году до 17,2 миллиона долларов в 2021 году.

## Дипломатические миссии
- У Болгарии есть аккредитованное посольство в Риме, Италия[4] и консульство в Валлетте, Мальта[5]
- У Мальты есть почётное консульство в Софии[6]